# Häfen in der Volksrepublik China

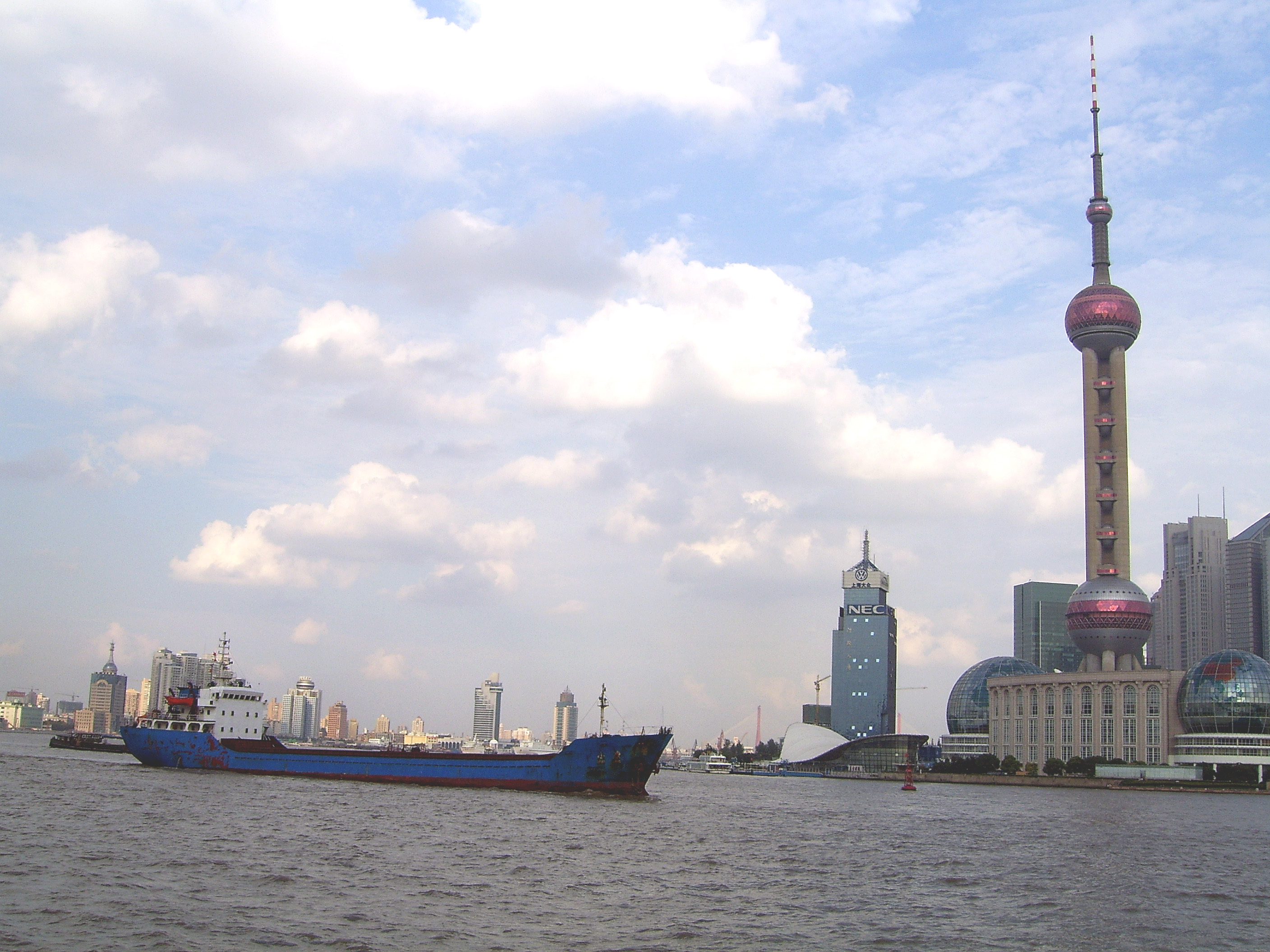
Frachter auf dem Huangpu (2005)

Die Häfen der Volksrepublik China sind für den chinesischen Binnenhandel und noch stärker für den internationalen Warenhandel von maßgeblicher Bedeutung.

## Entwicklung des Transportvolumens

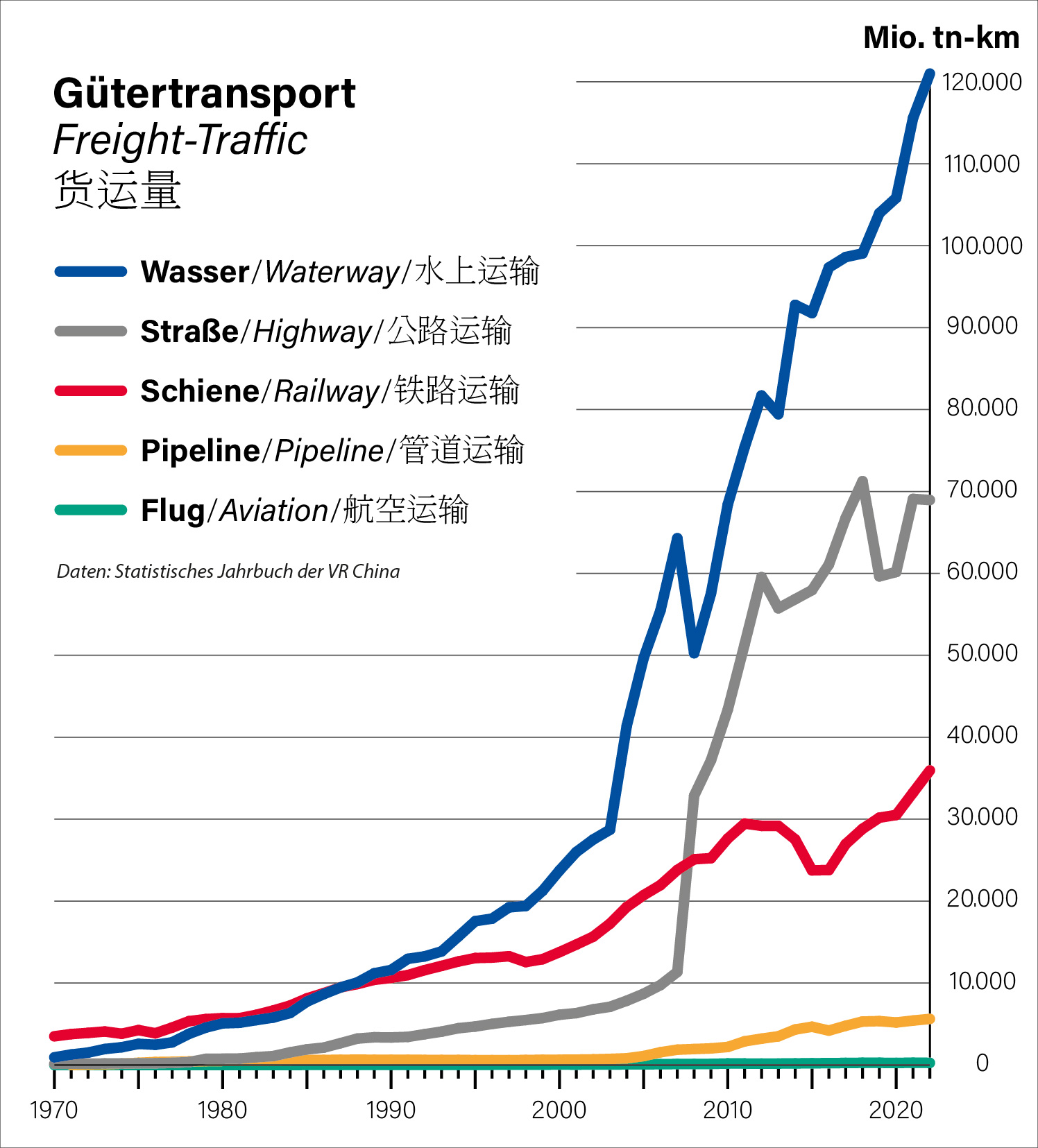
Entwicklung des Gütertransports in der VR China nach Transportmittel

Bereits historisch war der Schiffsverkehr über die Flüsse, Kanäle und an den Küsten ein wichtiger Faktor. Mit dem wirtschaftlichen Aufstieg Chinas in den vergangenen Jahrzehnten wuchsen insbesondere die internationelan Gütertransporte extrem an, der Schiffsverkehr noch deutlich stärker als alle anderen Transportmethoden.
Transporte über den Wasserweg (Flüsse, Kanäle, Ozean) in der VR China:
- 1950: 51.310.000 Tonnenkilometer
- 1970: 931.340.000 Tonnenkilometer
- 1990: 11.591.900.000 Tonnenkilometer
- 2010: 68.427.500.000 Tonnenkilometer
- 2022: 121.003.100.000 Tonnenkilometer[2]

## Seehäfen

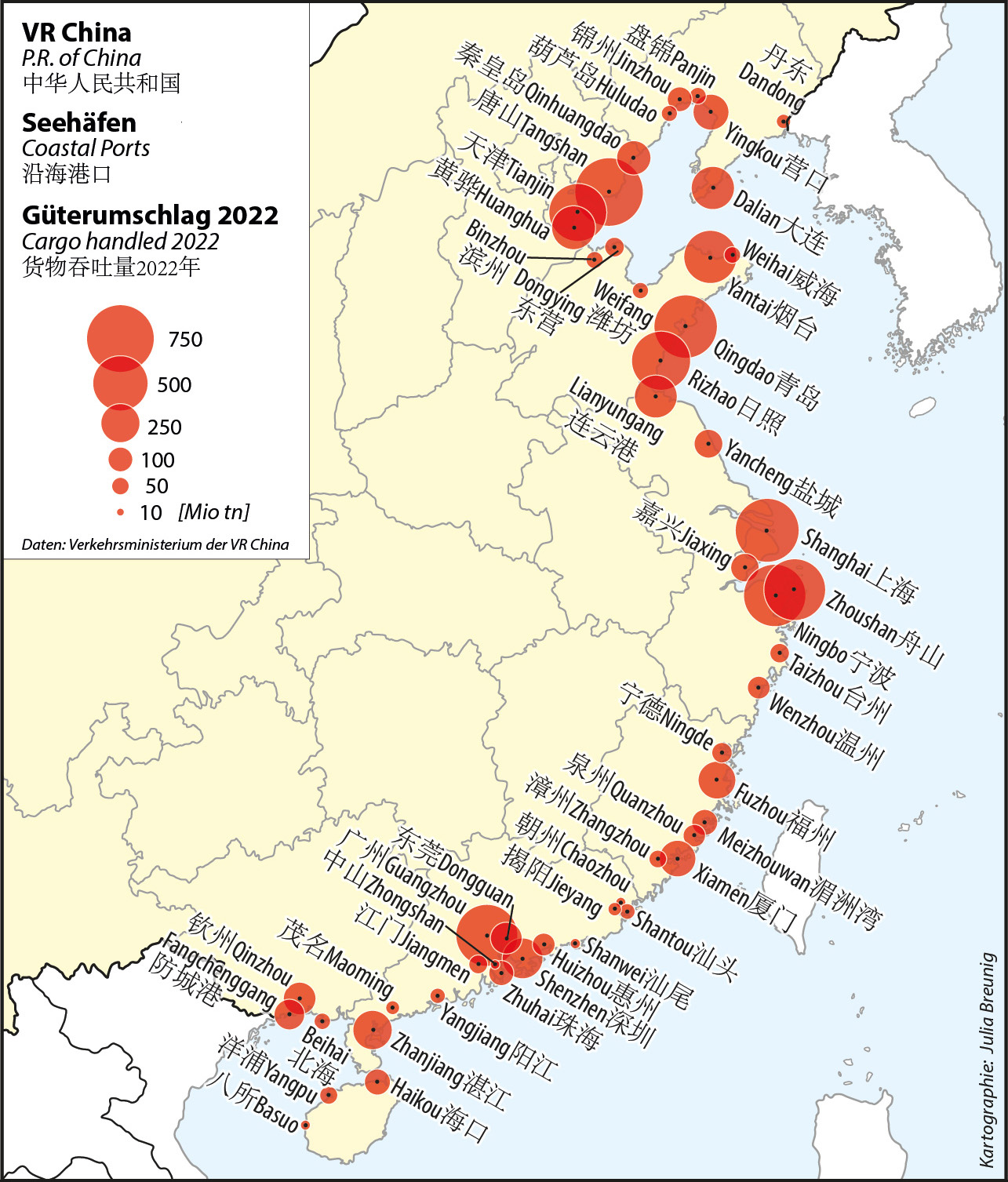
Güterumschlag in den großen Seehäfen der VR China

Historisch war die private Seefahrt in China zeitweise untersagt (siehe Hǎi jìn), die Küstenhäfen waren sehr lange für ausländische Schiffe nicht zugänglich. Mitte des 19. Jahrhunderts musste China aber die Häfen Guangzhou, Lianyungang, Ningbo und Xiamen als Traktatshäfen zwangsweise für den internationalen Handel öffnen.
In den letzten Jahrzehnten entwickelten sich die Seehäfen sprunghaft. Häufig sind sie mit Sonderwirtschaftszonen bzw. Freihandelszonen verbunden. Verwaltungsrechtlich haben die Sonderwirtschaftszonen die gleichen Rechte, inkl. der Gesetzgebung, wie eine Provinz. Massengüter auf dem Wasserweg sind hauptsächlich Erze, Kohle, Erdöl und Nahrungsmittel und Industrieprodukte. Immer mehr Güter werden per Container transportiert und umgeschlagen. Conteinerterminals wachsen stetig an und funktionieren teils komplett automatisiert.
Folgende Häfen hatten 2023 einen Güterumschlag von über 100 Mio. Tonnen:
- Liaoning: Dalian, Yingkou
- Hebei: Tangshan, Huanghua, Qinhuangdao
- Tianjin
- Shandong: Qingdao, Rizhao, Yantai
- Shanghai
- Jiangsu: Lianyungang
- Zhejiang: Ningbo-Zhoushan
- Fujian: Fuzhou, Xiamen
- Guangdong: Guangzhou, Shenzhen, Zhanjiang, Zhuhai
- Guangxi: Beibuwangang (Beihai, Qingzhou, Fangchenggang)
- Hainan: Haikou

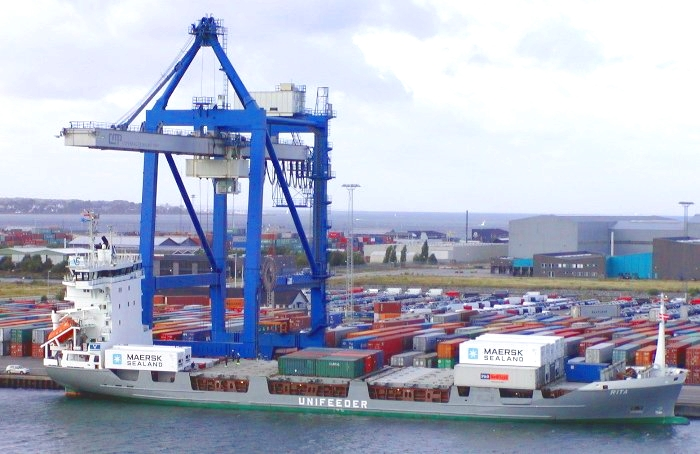
Beladung eines Containerschiffs

Der gesamte Container-Umschlag lag 1991 in der VR China noch bei 575 Tausend TEU. 2023 schlug allein der größte chinesische Containerhafen Shanghai
49,16 Mio. TEU um.

## Binnenhäfen

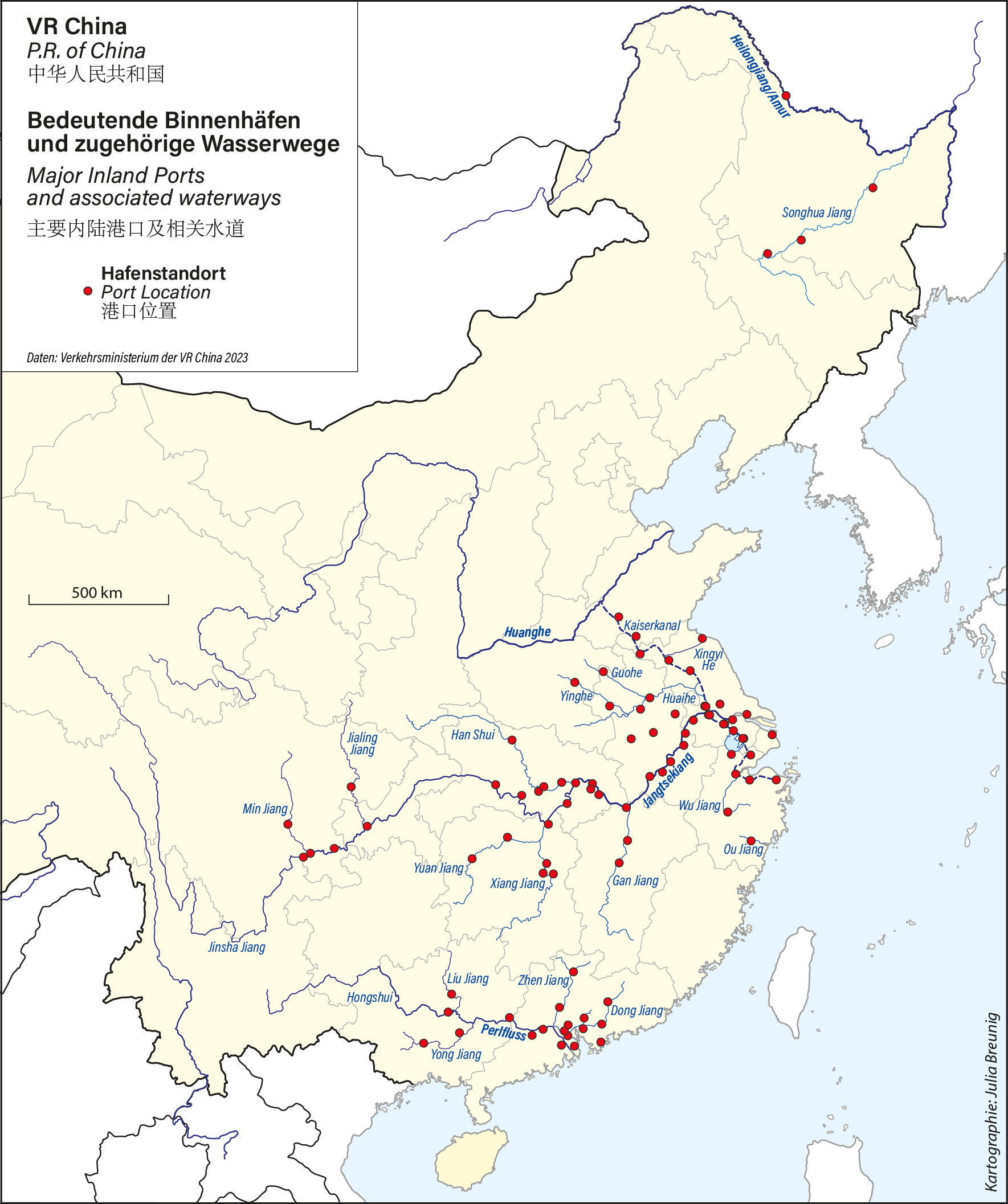
Bedeutende Binnenhäfen in der VR China 2023

China hat 123.964 km schiffbare Wasserstraßen mit 1.300 Häfen. 60 % der Wasserstraßen sind für Schiffe über 50 m befahrbar.
Die Binnenhäfen befinden sich zum großen Teil entlang des Jangtsekiang und seiner Zuflüsse, am Perlfluss und in seinem Mündungsgebiet sowie entlang des Kaiserkanals. Im Nordosten der Volksrepublik sind noch einzelne Häfen Heilongjiang bzw. dem Zufluss Songhua Jiang angesiedelt.